# Shuttle Ejection Escape Suit

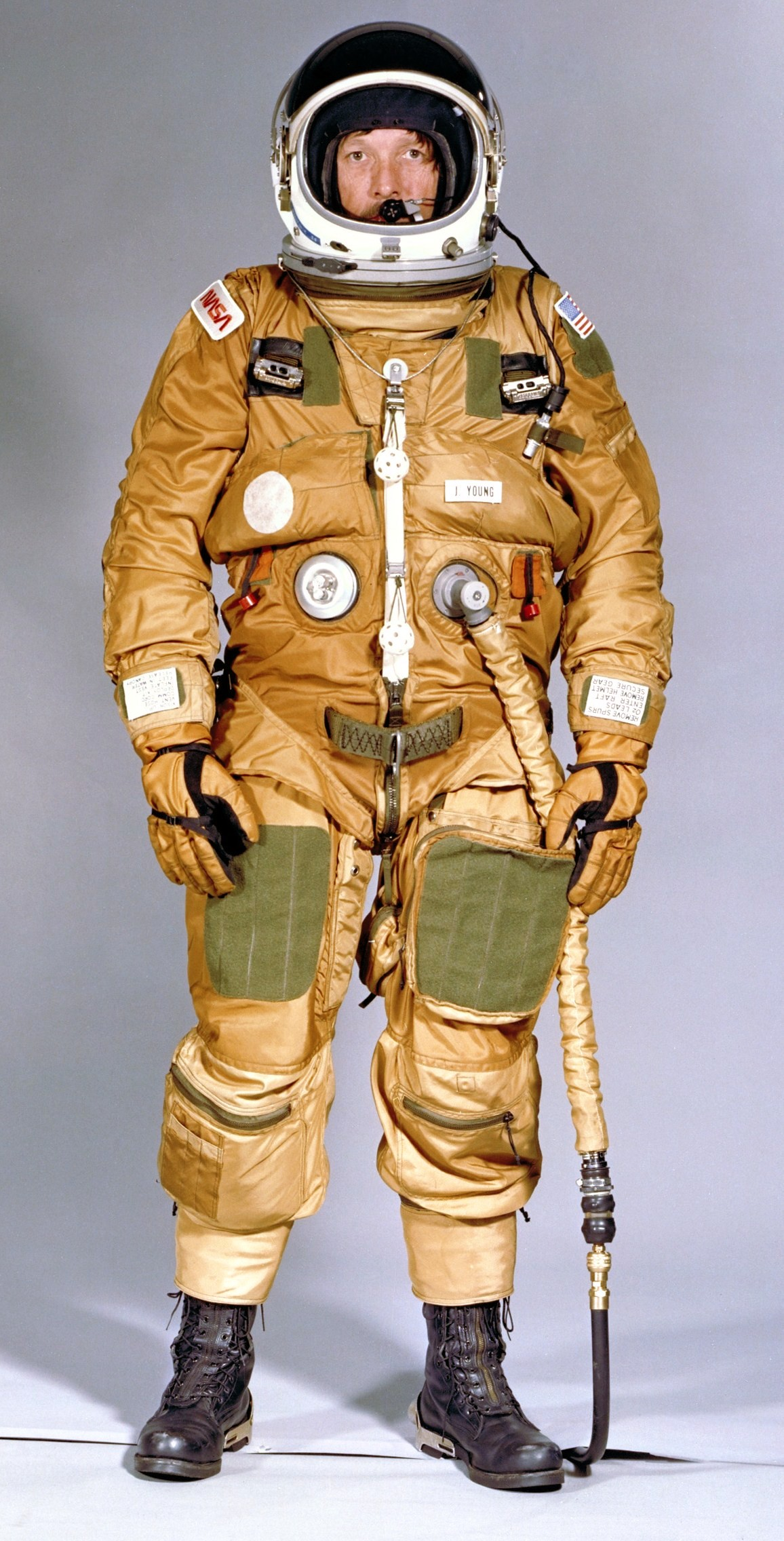
SEES

Shuttle Ejection Escape Suit (SEES) – amerykański skafander kosmiczny używany na pokładzie promu kosmicznego Columbia w latach 1981–1982.
Był to kombinezon przeznaczony do noszenia podczas startu i lądowania promu. W przypadku awarii umożliwiał katapultowanie pilotów za pomocą foteli wyrzucanych. Podczas lotu był używany przez 2 pilotów, po ukończeniu lotu STS-3 fotele zmieniono na stałe, co spowodowało wycofanie tych kombinezonów. W latach 1983–1986 załogi promów zostały zwiększone i latały bez skafandrów. Od 1988 wprowadzono nowy kombinezon o nazwie LES.

## Dane techniczne
- Nazwa: Shuttle Ejection Escape Suit[1]
- Poprzednik: USAF Model S1030[1]
- Producent: David Clark Company[1]
- Misje: od STS-1 do STS-4
- Funkcja: aktywność wewnątrzpojazdowa (IVA) i katapultowanie[1]
- Ciśnienie operacyjne: 18,6 kPa[1]
- Masa: 18 kg[1]
- Główny zapas tlenu: dostarczany przez pojazd[1]
- Awaryjny zapas tlenu: dostarczany przez pojazd[1]
- Następca: Launch Entry Suit